# Tanjungpinang Barat (plaats)
Tanjungpinang Barat is een bestuurslaag in het regentschap Tanjung Pinang van de provincie Riau-archipel, Indonesië. Tanjungpinang Barat telt 16.033 inwoners (volkstelling 2010).